# Léon Spilliaert
León Spilliaert (Oostende, 1882 - Bruxelas, 1946) foi um pintor simbolista belga e um artista gráfico.
Seu estilo se caracterizava pelo tenebrismo e simplicidade das formas, junto à expressão amargurada e misteriosa dos personagens e paisagens presentes nas obras.

## Obras
- Escada mágica, 1908
- Luz da lua e luzes, 1909
- Postes, 1910
- A travessia, 1913